# Hammarstrand
Hammarstrand je obec ve Švédsku s 1 052 obyvateli v roce 2010. Ve městě se nachází bobová a sáňkařská dráha.

## Historie
Jezero, na kterém v současnosti město stojí, zcela vyprázdnil během jedné noci z 6. na 7. června 1796 Magnus Huss.

## Bobová a sáňkařská dráha
Trať byla postavena v roce 1964 a byla dlouhá 1045 metrů. Poslední závod Světového poháru v jízdě na saních se konal v roce 1990.